# Steve Kelley
Steve Kelley est un dessinateur de presse et auteur de bande dessinée américain, dessinateur attitré du San Diego Union Tribune de 1981 à 2002 et du Times-Picayune de 2002 à 2012. Depuis 2010, il écrit le comic strip Dustin pour Jeff Parker.

## Prix
- 2011 : Prix du comic strip de la National Cartoonists Society pour Dustin (avec Jeff Parker)
- 2017 : Prix du comic strip de la National Cartoonists Society pour Dustin (avec Jeff Parker)